# Heart of Stone (filme)
Heart of Stone (bra: Agente Stone; prt: Heart of Stone) é um filme de suspense de ação e espionagem americano dirigido por Tom Harper com roteiro de Greg Rucka e Allison Schroeder e uma história de Rucka. O filme é estrelado por Gal Gadot, Jamie Dornan, Alia Bhatt, Sophie Okonedo.
O desenvolvimento começou em dezembro de 2020, quando Gadot assinou contrato para estrelar. Harper e a Netflix atuaram como diretor e distribuidora, respectivamente, com o restante do elenco sendo confirmado no início de 2022. As filmagens ocorreram na Europa entre janeiro e julho daquele ano.
Heart of Stone foi lançado pela Netflix em 11 de agosto de 2023. Foi considerado um fracasso pela crítica.

## Premissa
A agente de inteligência internacional Rachel Stone deve embarcar em uma missão perigosa para proteger o misterioso MacGuffin conhecido como "O Coração". Stone é encarregada pela operação de manutenção da paz conhecida como Charter para evitar que o objeto caia nas mãos do inimigo.

## Elenco
- Gal Gadot como Rachel Stone
- Jamie Dornan como Parker[6]
- Alia Bhatt como Keya Dhawan
- Sophie Okonedo como Nômade[7]
- Matthias Schweighöfer. como "Valete de Copas"[8]
- Jing Lusi como Theresa Yang[9]
- Paul Ready como Max Bailey[7]
- Jon Kortajarena[10]
- Archie Madekwe como Ivo[10]

## Produção
Foi anunciado em dezembro de 2020 que Gal Gadot havia assinado contrato para estrelar o filme, que é planejado para ser o início de uma franquia semelhante à franquia Missão:Impossível. Tom Harper estava em negociações para dirigir. Harper foi confirmado em janeiro de 2021, com a Netflix adquirindo os direitos de distribuição do filme. Em fevereiro de 2022, Jamie Dornan foi escalado para estrelar ao lado de Gadot. Em março, Alia Bhatt, Sophie Okonedo, Matthias Schweighöfer, Jing Lusi e Paul Ready foram adicionados ao elenco.
A fotografia principal começou na Alpin Arena Senales ( Tirol do Sul ) em 26 de janeiro de 2022, seguindo em Londres em 8 de março de 2022. A segunda programação de filmagens ocorreu em Reykjavík, Islândia no mês seguinte, após o qual a produção voltou para Londres em maio, para a programação seguinte. A quarta programação ocorreu em Lisboa, Portugal. As filmagens terminaram em 28 de julho de 2022.

## Lançamento
Heart of Stone foi lançado pela Netflix em 11 de agosto de 2023.

## Recepção da crítica
No site agregador de críticas Rotten Tomatoes, 30% das 135 resenhas dos críticos são positivas, com uma classificação média de 4,9/10. O consenso do site diz: "Gal Gadot continua sendo uma divertida estrela de ação, mas ela não é páreo para os personagens mal escritos, enredo genérico e cenários mecânicos de Agente Stone." O Metacritic, que usa uma média ponderada, atribuiu ao filme uma pontuação de 44 em 100, baseado em 36 críticos, indicando críticas "mistas ou médias".